# 山座圓次郎

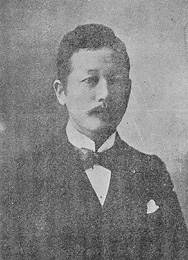
山座圓次郎

山座圓次郎（慶應2年10月26日（1866年12月2日） - 大正3年（1914年）5月28日）日本明治、大正時期的外交官。

## 生平
生於日本福岡。東京帝國大學畢業。1901年任外務省政務局長，曾參與締結日英同盟、日俄交渉、起草日俄戰爭宣戰布告、隨員出席朴次茅斯和約等。1908年任駐英公使館參事官。辛亥革命後來到中國。1913年任駐華公使。1914年5月28日在北京逝世，享年47歲。